# Edwin Warfield

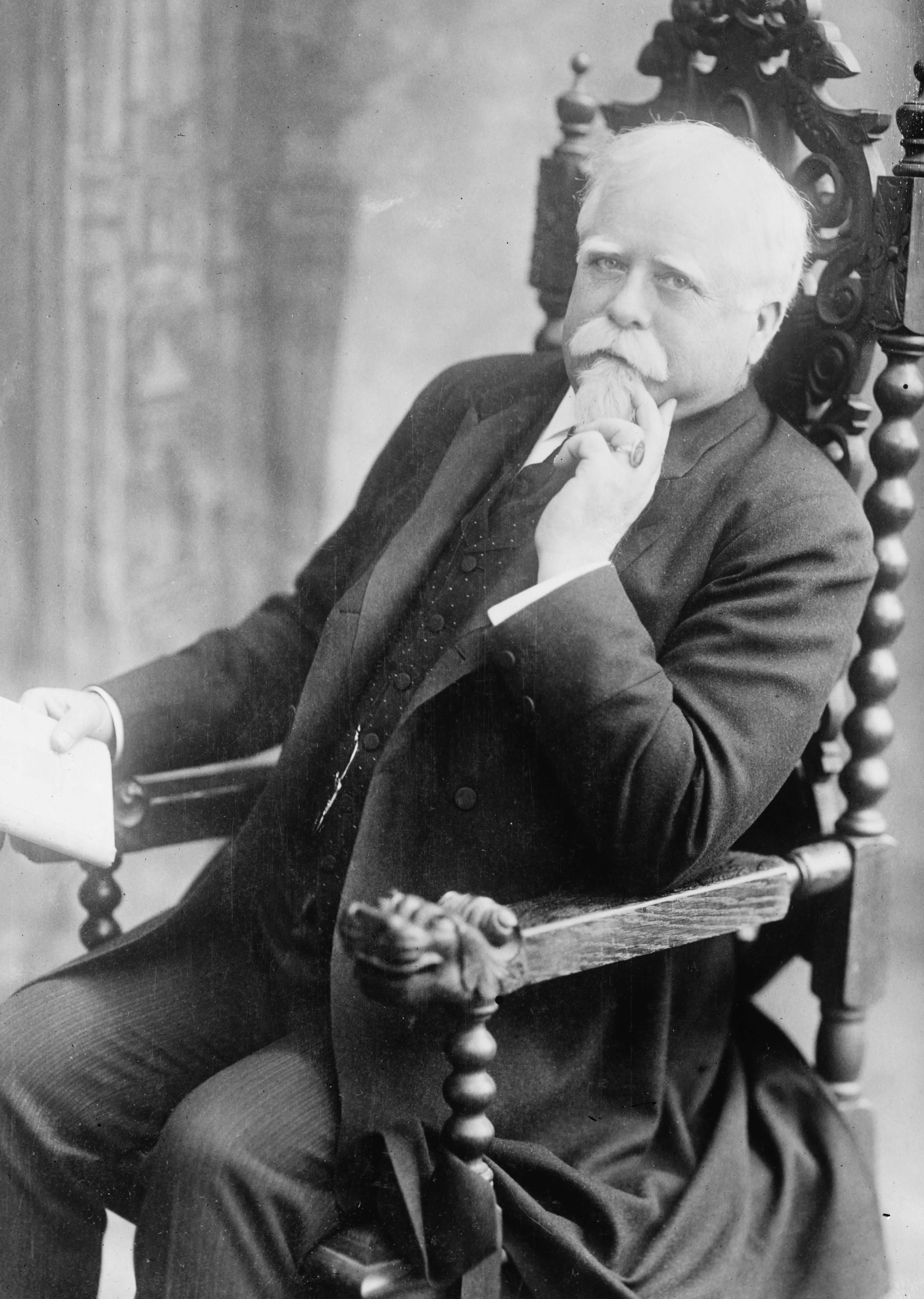
Edwin Warfield

Edwin Warfield (* 7. Mai 1848 im Howard County, Maryland; † 31. März 1920 in Baltimore, Maryland) war ein US-amerikanischer Politiker und von 1904 bis 1908 Gouverneur des Bundesstaates Maryland.

## Frühe Jahre
Edwin Warfield besuchte die örtlichen Schulen seiner Heimat. In seiner Jugend musste er oft seinen Eltern auf deren Plantage namens „Oakland“ helfen. Gleichzeitig arbeitete er als Lehrer, um sich ein Jurastudium finanzieren zu können. Nach seinem erfolgreichen Examen und seiner Zulassung als Rechtsanwalt begann er in Ellicott City in seinem neuen Beruf zu arbeiten.

## Politischer Aufstieg
Warfield war Mitglied der Demokratischen Partei. Zwischen 1874 und 1881 war er in der Verwaltung des Howard County beim Notariat mit dem Zuständigkeitsgebiet für Testamente (Register of Wills) angestellt. Von 1882 bis 1886 war er Mitglied des Senats von Maryland. In diesem Gremium wurde er Nachfolger von Arthur Pue Gorman, der US-Senator wurde und innenpolitischer Gegner von Warfield werden sollte. Im Jahr 1886 war Warfield sogar Senatspräsident in Maryland. Während des Präsidentschaftswahlkampfs im Jahr 1884 unterstützte er Grover Cleveland. Dieser ernannte ihn nach seinem Wahlsieg zum Leiter der Hafenbehörde von Baltimore. Dieses Amt bekleidete er zwischen dem 5. April 1885 und dem 1. Mai 1890.
Nach dem Regierungswechsel in Washington im Jahr 1889 wurde er von diesem Posten abgelöst. Danach zog er sich für einige Zeit aus der Politik zurück. Er gründete die Fidelity and Deposit Company in Baltimore, deren Präsident er bis zu seinem Tod bleiben sollte. Im Jahr 1896 war er Delegierter auf der Democratic National Convention. Im Jahr 1899 bewarb er sich erfolglos um die demokratische Nominierung für die anstehenden Gouverneurswahlen. Der Grund für die ablehnende Haltung war der Widerstand der Parteigrößen einschließlich der von Arthur Gorman. Trotz dieser Opposition nahm Warfield 1903 einen erneuten Anlauf für das Amt des Gouverneurs. Dieses Mal wurde er nicht nur nominiert, sondern er gewann auch die anschließenden Wahlen gegen Stevenson A. Williams.

## Gouverneur von Maryland
Edwin Warfield trat sein neues Amt am 13. Januar 1904 an. Das wichtigste Ereignis seiner vierjährigen Amtszeit sollte ein Vorschlag zur Änderung der Staatsverfassung werden, den sein alter Gegner Gorman einbrachte und der das Wahlrecht der schwarzen Bevölkerung dramatisch eingeschränkt hätte. Der Vorschlag wurde von der Legislative schnell angenommen, aber Gouverneur Warfield weigerte sich, das Dokument zu unterschreiben. Daraufhin musste das Volk in einer Abstimmung über die geplante Verfassungsänderung abstimmen. Diese wurde mit einer Mehrheit von 30.000 Stimmen verworfen. Der ganze Vorgang schadete dem Gouverneur innerhalb seiner Partei schwer. Diese wollte ihm seine Haltung in dieser Frage nicht verzeihen. Am Ende seiner Amtszeit war das Verhältnis zwischen Warfield und seiner Partei sehr angespannt.
Neben dieser Frage setzte sich Warfield für die Direktwahl der US-Senatoren ein.  Wenige Jahre später wurde mit dem 17. Verfassungszusatz dieser Vorschlag verwirklicht. Damals wurde auch die offizielle Staatsflagge von Maryland eingeführt. Die Räumlichkeiten des Senats von Maryland wurden wieder im historischen Stil hergestellt und sahen nun wieder aus wie zur Zeit von George Washington.

## Weiterer Lebenslauf
Warfields Amtszeit endete am 8. Januar 1908. In den folgenden Jahren widmete er sich neben seinen privaten und geschäftlichen Angelegenheiten auch der Maryland Historical Society, deren Präsident er wurde. Ende 1919 verschlechterte sich sein Gesundheitszustand, so dass er sein Haus in Baltimore kaum noch verlassen konnte. Dort ist er im März 1920 auch verstorben. Mit seiner Frau Emma Nicodemus hatte er vier Kinder.